# Caminomorisco
Caminomorisco é um município da Espanha na comarca de Las Hurdes, província de Cáceres, comunidade autónoma da Estremadura, de área 147,6 km². Em 2021 tinha 1 161 habitantes (densidade: 7,9 hab./km²).

## Demografia
| Variação demográfica do município entre 1991 e 2007 [carece de fontes?] | Variação demográfica do município entre 1991 e 2007 [carece de fontes?] | Variação demográfica do município entre 1991 e 2007 [carece de fontes?] | Variação demográfica do município entre 1991 e 2007 [carece de fontes?] | Variação demográfica do município entre 1991 e 2007 [carece de fontes?] |
| ----------------------------------------------------------------------- | ----------------------------------------------------------------------- | ----------------------------------------------------------------------- | ----------------------------------------------------------------------- | ----------------------------------------------------------------------- |
| 1991                                                                    | 1996                                                                    | 2001                                                                    | 2004                                                                    | 2007                                                                    |
| 1329                                                                    | 1298                                                                    | 1308                                                                    | 1269                                                                    | 1263                                                                    |